# Ron Freeman
Ronald John „Ron” Freeman (ur. 12 czerwca 1947 w Elizabeth) – amerykański lekkoatleta, 2-krotny medalista igrzysk olimpijskich, sprinter.
Był jednym z bohaterów historycznego biegu, jaki odbył się podczas Igrzysk Olimpijskich (Meksyk 1968). W finałowym biegu na 400 metrów została po raz pierwszy złamana magiczna granica 44 sekund. Dokonało tego od razu 2 zawodników: Lee Evans (43,86) oraz Larry James (43,97), Freeman był trzeci (44,41) zatem całe podium należało do reprezentantów Stanów Zjednoczonych. Na tych samych Igrzyskach amerykańska sztafeta 4 × 400 metrów (w składzie: Vincent Matthews, Ron Freeman, Larry James oraz Lee Evans) pobiła rekord świata osiągając czas 2:56,16, który to wynik pozostał rekordem świata aż do 1992.